# Castigo de los rebeldes
El Castigo de los rebeldes (en italiano, Punizione dei ribelli), también conocido como El castigo de los levitas y Qorahe, Dathan y Abiram o Castigo de Coré, Datán y Abirón, es un fresco realizado por el pintor renacentista italiano Sandro Botticelli. Mide 348,5 cm de alto y 570 cm de largo. Fue realizado entre los años 1481 y 1482 en la Capilla Sixtina de la Ciudad del Vaticano.
En 1481, el Papa Sixto IV llamó a Botticelli, así como a otros artistas prominentes florentinos y umbríos, como Pietro Perugino, Domenico Ghirlandaio y Cosimo Rosselli; a ellos se añadieron después Luca Signorelli y Bartolomeo della Gatta. La tarea que se les encomendó fue elaborar frescos en las paredes de la Capilla Sixtina. El papa proporcionó el programa iconográfico: la supremacía del papado. Se pretendía pintar las dos paredes, una frente a otra, la comparación de las vidas de Moisés y Cristo, incluyendo las prefiguraciones del Nuevo Testamento en el Antiguo. Además, en el registro superior, en todo el perímetro, estaban pintados una larga serie de papas. Para realizar la obra, los pintores tuvieron que aceptar unas convenciones representativas comunes a todos, de manera que la obra final resultara homogénea: usaban la misma escala de dimensiones, la misma estructura rítmica y representación paisajística, una sola gama cromática con adornos de oro que hiciera resplandecer las pinturas con la iluminación de las antorchas y las velas. Aunque Giorgio Vasari sostenía que Sandro Botticelli pintó todo el conjunto, lo cierto es que pintó tres historias en los frescos. Además, se cree que proporcionó los dibujos de once papas y quizá intervino directamente en la pintura de algunos. Las composiciones son complejas y difíciles, con reelaboraciones neoplatónicas de temas clásicos en la iconografía cristiana.
En esta escena pintada por Botticelli se representa el tema del castigo que se impuso a Coré, Datán y Abirón, sacerdotes hebreos que se rebelaron contra la autoridad de Moisés, de Aarón y de otros sacerdotes, negando su autoridad civil y religiosa sobre el pueblo elegido. Los sacerdotes rebeldes y sus familias fueron engullidos por la tierra y consumidos por el fuego. Con esta obra se pretendía aludir al castigo de todos aquellos que se opusieran a la autoridad de los pontífices, autoridad que consideraban derivada de Dios a través de Moisés y Aarón, uno representando los poderes civiles y el otro los sacerdotales. Estas dos autoridades se consideraban unidas en Jesucristo, nuevo legislador, guía y sumo sacerdote, y de él pasó a la Iglesia a través de Pedro. Ello queda patente en la inscripción en el friso del arco: NEMO SIBI ASSVMM AT HONOREM NISI VOCATUS A DEO TANQVAM ARON, esto es, «Nadie se atribuya la honra del Sumo Sacerdocio si no ha sido llamado por Dios, como Aarón».
En este episodio se adopta un esquema compositivo análogo a las Pruebas de Moisés. 
La pintura se lee de derecha a izquierda: 
1. A la derecha Josué salva a Moisés de la lapidación de los rebeldes; la arquitectura del fondo parece ser el Septizonium o Septizonio, edificio de siete pisos, famoso en la Antigüedad clásica y que todavía estaba en pie a finales del siglo XV; la figura de la derecha que mira hacia el exterior del cuadro, con un gorro azul, ha sido identificada con el propio Botticelli;
2. En el centro, sobre el fondo del Arco de Constantino, en el que se encuentra la inscripción supradicha, Moisés alza la vara invocando a Yahvé y el fuego divino desperdiga y mata a los sacerdotes rebeldes; la presencia del Arco de Constantino, si bien no representando fielmente los relieves, evidencia la impresión que en el pintor causaron las obras de la Antigüedad que vio en Roma; detrás de él, con un incensario, está su hermano Aarón, con la tiara papal;
3. A la izquierda, la tierra se abre y traga a los levitas, a excepción de dos jóvenes alzados sobre pequeñas nubes.

La clara arquitectura del fondo contrasta con la violencia y agitación de las figuras. La elección del Arco de Constantino como escenografía no es casual. Se trata de un arco levantado por el primer emperador romano cristiano. Alude con él a la prefiguración de Roma como sede de Pedro. Por otro lado, la profusa utilización de oro subraya los detalles. 
Este fresco estuvo inspirado por un suceso contemporáneo: Andrés Zamomelic, arzobispo de Carniola, en vista de que no había sido elegido cardenal, reunió un Concilio en Basilea contra el papa, pero fue recluido en una prisión, donde se suicidó.
Otros frescos de Botticelli en la Capilla Sixtina son:
- La tentación de Cristo
- Pruebas de Moisés